# Daniel Mojon

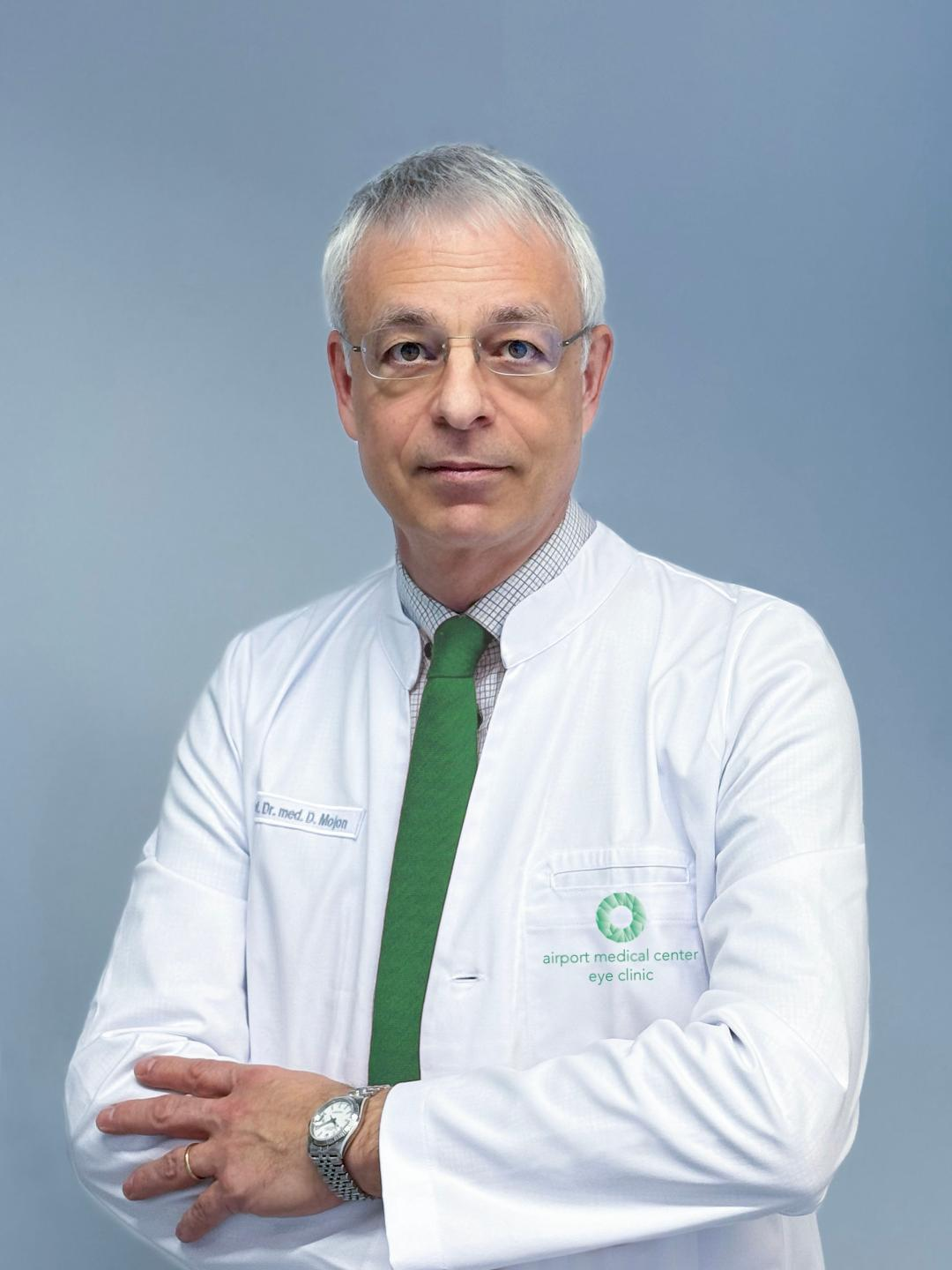
Daniel Mojon

Daniel Mojon (Bern, Zwitserland, 29 juli 1963) is een Zwitserse oogarts en oogchirurg. Hij wordt beschouwd als de uitvinder van de minimaal-invasieve oogspierchirurgie (MIOS).

## Loopbaan
Daniel Mojon is de zoon van kunsthistoricus Luc Mojon en hij studeerde Geneeskunde aan de Universiteit van Bern en de Columbia-universiteit in New York in de VS. Hij heeft hoge functies bekleed in het universitair ziekenhuis voor oogheelkunde in Bern en de afdeling oogheelkunde van het ziekenhuis van het kanton St. Gallen. In het universitair ziekenhuis van Bern (Inselspital) had Mojon de rol van leidinggevende arts op de afdeling Strabisme en Neuro-oftalmologie en stond hij aan het hoofd van de polikliniek voor glaucoompatiënten. In de kliniek voor oogheelkunde van het ziekenhuis van het kanton St. Gallen leidde hij de laboratoria voor experimentele oculografie. Mojon behaalde zijn habilitatie bij het universitair ziekenhuis voor oogheelkunde in Bern in 2000. Daarna doceerde hij aan de Universiteit van Bern, waar hij in 2007 erehoogleraar werd, en hij is ook consulent bij de kliniek voor oogheelkunde van de Johannes Kepler-universiteit van Linz in Oostenrijk. In 2012 gaf hij zijn functie in het ziekenhuis van het kanton St. Gallen op om zich te wijden aan privéonderzoek en om in vrij beroep te werken. Mojon is gehuwd met gezondheidseconome Stefania Mojon-Azzi.

## Wetenschappelijk onderzoek
De psychosociale aspecten van strabisme staan centraal in zijn wetenschappelijk onderzoek. Mojon heeft in verschillende studies aangetoond hoezeer mensen met strabisme worden gediscrimineerd en gestigmatiseerd in het dagelijks leven. Hij specialiseert zich al sinds de jaren 90 in de behandeling van strabisme en heeft de minimaal-invasieve oogspierchirurgie (MIOS) ontwikkeld. Hierbij wordt het bindvlies geopend met zeer kleine incisies van slechts twee tot maximaal drie millimeter. Deze techniek onderscheidt zich van de gebruikelijke techniek van Harms, waarbij de toegang tot het oog via de limbus gaat, en van de door Parks ontwikkelde techniek, die via de bindvlieszak gaat. Tien jaar nadat deze methode werd geïntroduceerd, was de veiligheid ervan en de snellere revalidatie na een dergelijke ingreep breed erkend. De techniek leren en uitvoeren is voor chirurgen echter moeilijker dan de gebruikelijke oogspierchirurgie, waar gewoonlijk incisies van meer dan een centimeter bij komen kijken.
Mojon introduceerde nog andere minimaal-invasieve operatietechnieken in oogchirurgie: de zogenaamde VIP-techniek (viscoelastic irrigation pressurized surgery, chirurgie onder druk met visco-elastische vloeistof en irrigatie) bij cataractchirurgie en diepe corneo-sclerale dissectie bij de chirurgische behandeling van glaucoom. Ook glaucoom is een belangrijk onderwerp van Mojons onderzoek. Met zijn onderzoeksgroep heeft hij onder meer het nauwe verband tussen het slaapapneusyndroom en deze veelvoorkomende oogziekte aangetoond.
In 2016 richtte Mojon samen met verschillende Zwitserse oogartsen (onder wie Dietmar Thumm, Albert Franceschetti en Carl Herbort) de Swiss Academy of Ophthalmology op. De stichting heeft als doel kwaliteitsborging, onderzoek en voorgezette scholing in praktische oogheelkunde actief te bevorderen. In september 2018 was Mojon de eerste Zwitserse oogheelkundige die een keynotelezing gaf op een conferentie van het Deutsche Ophthalmologische Gesellschaft (DOG, Duits Oftalmologiegezelschap). Zijn lezing ging over minimaal-invasieve oogchirurgie. Voor zijn innovatieve bijdragen op het gebied van chirurgische oogheelkunde, en in het bijzonder voor de ontwikkeling van MIOS, werd Mojon in april 2019 door de Universiteit van Toronto uitgenodigd om een erelezing te geven in het kader van Jack Crawford Day. In november 2020 werd hij door de American Academy of Ophthalmology (AAO) geëerd als een ‘Unsung Hero’, een innovator op het gebied van moderne oogchirurgie die nog niet volledig naar waarde wordt geschat. Mojon is promotor van een internationaal congres voor cataractchirurgen, dat voor het eerst werd gehouden in Zürich in oktober 2023.

## Publicaties (selectie)
- Gerste Ronald D. Daniel Mojon – Pionier der Minimally Invasive Strabismus Surgery (MISS), Schielen ist auch ein Stigma. Schweizerische Ärztezeitung 2019; 100(9): 317-318.
- Daniel Mojon and Howard Fine (Eds.): Minimally invasive ophthalmic surgery. Springer, Berlin 2010. ISBN 978-3-642-02601-0
- Mojon DS. Früherkennung und Behandlung des Strabismus. Therapeutische Umschau 2016; 73: 67-73
- Mojon-Azzi SM, Mojon DS. Opinion of headhunters about the ability of strabismic subjects to obtain employment. Ophthalmologica 2007; 221: 430-3.
- Mojon-Azzi SM, Kunz A, Mojon DS. Strabismus and discrimination in children: are children with strabismus invited to fewer birthday parties? Br J Ophthalmol 2011; 95: 473-6.
- Kaup M, Mojon-Azzi SM, Kunz A, Mojon DS. Intraoperative conversion rate to a large, limbal opening in minimally invasive strabismus surgery (MISS). Graefes Arch Clin Exp Ophthalmol 2011; 249: 1553-1557.
- Mojon DS. Comparison of a new, minimally invasive strabismus surgery technique with the usual limbal approach for rectus muscle recession and plication. Br J Ophthalmol 2007; 91: 76-82.
- Mojon DS. Minimally invasive strabismus surgery for horizontal rectus muscle reoperations. Br J Ophthalmol 2008; 92: 1648-1652.
- Mojon DS. Minimally invasive strabismus surgery. Eye (Lond). 2015; 29: 225-33. doi:10.1038/eye.2014.281. Epub 2014 Nov 28.